# Brenno il nemico di Roma
Brenno il nemico di Roma (bra: Breno, o Inimigo de Roma) é um filme italiano de 1963, dos gêneros aventura e ficção histórica, dirigido por Giacomo Gentilomo, com roteiro de Adriano Bolzoni, Arpad DeRiso e Nino Scolaro e música de Carlo Franci.

## Sinopse
Roma é derrotada por Breno, líder gaulês, que impõe fortes tributos aos derrotados.

## Elenco
- Gordon Mitchell....... Brenno
- Tony Kendall....... Quinto Fabio
- Ursula Davis....... Nissia
- Massimo Serato....... Marco Furio Camillo
- Erno Crisa....... Decio Vatinio
- Vassili Karis
- Margherita Girelli....... Catulla
- Carla Calò....... Sacerdotisa
- Nerio Bernardi
- Andrea Aureli
- Michel Gaida
- Anna-Maria Pace
- Roland Gray
- Carlo Lombardi
- Lucio De Santis